# Francisco-Antonio de Lacy y Witte
Francisco-Antonio de Lacy y Witte (* 1731 in Ulster; † 1793 in Barcelona) war ein spanischer General und Botschafter.

## Leben
Francisco Antonio de Lacy war der Sohn von Guillermo de Lacy. De Lacy war Alférez der Wild Geese aus Ulster im Dienst von Ferdinand VI. (Spanien) und wurde 1762 zum Oberst befördert. 1763 sandte ihn Karl III. (Spanien) als Ministre plénipotentiaire zu Gustav III. (Schweden) nach Stockholm und  1772 zu Katharina II. (Russland) nach Sankt Petersburg in Russland. In seinen Briefen aus Sankt Petersburg warnte er vor einem russischen Engagement in Kalifornien.
1780 wurde er Befehlshaber der Artillerie und wurde bei der Belagerung von Gibraltar (1779–1783) eingesetzt. Er heiratete eine Tochter des Marques d’Abbeville. Von 4. März 1789 bis 31. Dezember 1792 war er Gouverneur und Generalkapitän von Katalonien.
| Vorgänger                                                               | Amt                                                            | Nachfolger                        |
| ----------------------------------------------------------------------- | -------------------------------------------------------------- | --------------------------------- |
| 1761: Álvaro Navia Osorio y Vigil de Quiñones                           | Liste der Botschafter Spaniens in Schweden 1763–1777           | 1890: Marqués de Potestad-Fornari |
| Vizconde Herrería                                                       | Liste der Botschafter Spaniens in Russland 1772–1780           | Francisco de Zea-Bermudez         |
| Francisco González y de Bassecourt, comte del Asalto, marquès de Grigny | Capitaine général in Katalonien 4. März 1789–31. Dezember 1792 | Antonio Ricardos                  |